# كمال أحمد (مغني)
كمال أحمد (بالإنجليزية: Kamal Ahmed)‏ هو مغني باكستاني وبنغلاديشي، ولد في 9 سبتمبر 1965 في بابنا (بنغلاديش) في بنغلاديش.

## وصلات خارجية
- كمال أحمد على موقع ميوزك برينز (الإنجليزية)